# Artemisina
Artemisina is een geslacht van sponsdieren uit de klasse van de Demospongiae (gewone sponzen).

## Soorten
- Artemisina amlia Lehnert, Stone & Heimler, 2006
- Artemisina apollinis (Ridley & Dendy, 1886)
- Artemisina archegona Ristau, 1978
- Artemisina arcigera (Schmidt, 1870)
- Artemisina clavata Lehnert & Stone, 2015
- Artemisina elegantula Dendy, 1924
- Artemisina erecta Topsent, 1904
- Artemisina flabellata Lehnert & Stone, 2015
- Artemisina incrustans Van Soest, Beglinger & De Voogd, 2013
- Artemisina indica (Thomas, 1974)
- Artemisina jovis Dendy, 1924
- Artemisina melana van Soest, 1984
- Artemisina melanoides Van Soest, Beglinger & De Voogd, 2013
- Artemisina plumosa Hentschel, 1914
- Artemisina stipitata Koltun, 1958
- Artemisina strongyla Hentschel, 1914
- Artemisina transiens Topsent, 1890
- Artemisina tubulosa Koltun, 1964
- Artemisina vulcani Lévi, 1963